# Apis mellifera iberica
Sous-espèce
L'abeille espagnole ou abeille ibérique (Apis mellifera iberica)  est une sous-espèce d'abeille domestique de la Péninsule ibérique.

## Caractéristiques
Ce sont des abeilles de couleur obscure, son comportement est assez nerveux et agressif. Les groupes d'abeilles du Portugal ne montrent pas de grandes différences entre leurs différents emplacements géographiques. C'est l'abeille habituellement utilisée par les apiculteurs en Espagne[réf. nécessaire].

## Génétique
Il présente six haplotypes différents, cinq correspondent à un lignage évolutif africain et un à l'européen occidental. Il en est déduit la nature hybride de cette sous-espèce, qui a une composante nord-africaine prédominante dans le sud de la péninsule Ibérique, qui est graduellement remplacé vers le nord du continent européen par le lignage d'Apis mellifera mellifera.
La variabilité génétique des microsatellites des chromosomes est similaire à celle des populations africaines en ce qui concerne le nombre de allèles détecté et les valeurs de diversité génétique. Cela pousse à penser une affinité génétique entre les populations andalouses et celles du nord de l'Afrique.
Les résultats des microsatellites varient notoirement entre des provinces. À Cadix, l'homogénéité de haplotypes contraste avec la variabilité de microsatellites, ce qui suggère l'occurrence de phénomènes récents d'introgression à partir de populations avec des haplotypes africains, dont l'origine est à déterminer.